# Depot Island (Rossmeer)
Depot Island ist eine kleine Insel aus Granitfels vor der Scott-Küste des ostantarktischen Viktorialands. Sie liegt etwa 3 km nordwestlich des Kap Ross. 
Die Nordgruppe der vom britischen Polarforscher Ernest Shackleton geleiteten Nimrod-Expedition (1907–1909) entdeckte sie. Die Insel erhielt ihren Namen in Erinnerung daran, dass die Nordgruppe hier auf dem Weg zum antarktischen magnetischen Pol Gesteinsproben deponiert hatte.